# 関西医科大学附属看護専門学校
関西医科大学附属看護専門学校（かんさいいかだいがくふぞく かんごせんもんがっこう）は、大阪市枚方市にあった関西医科大学附属の専修学校。2021年3月31日をもって閉校した。

## 概要
1928年、大阪府枚方市牧野に開校した大阪女子高等医学専門学校の付属校として1932年に開校。当初牧野キャンパスに女子医学専門学校、附属病院、附属看護婦養成所の3つ施設が併設されていた。
その後附属病院が転出し、牧野キャンパスには、医学進学過程と附属看護婦養成所（現附属看護専門学校）が残されたが、1960年に医学進学過程の専門課程が大阪府守口市滝井地区へ転出し、その後附属看護専門学校も大阪市旭区の高殿キャンパスに転出した（大阪市旭区高殿6丁目22番10号）。高殿キャンパスには女子寮も設置されていた。以後、牧野キャンパスには医学部の教養課程のみが残された。附属看護専門学校が使用していた校舎は平成10年頃まで残されていたが、牧野キャンパスのグランド売却に伴い代替地として運動場として整備され取り壊された。2000年に附属看護専門学校第二看護学科（2年制）が廃止され、3年制の附属看護専門学校第一看護学科（現看護学科）のみとなった。2013年、医学部教養課程が関西医科大学の枚方新キャンパスの整備に伴い転出した。2013年8月、高殿キャンパスが廃止され、看護学校が発祥の地の牧野キャンパスに戻る。高殿キャンパスは更地化されて売却され、2017年現在マンションとなっている。牧野キャンパスでは、開学当初の女子医専時代の建物が事務所などとして使用され、医学部教養課程が使用していた教室棟がそのまま附属看護専門学校の授業に使用された。実験棟は内部をリフォームされて看護実習棟として活用される。
2017年8月29日に、関西医科大学看護学部が設立認可されたことに伴い、2018年を最後に新入生の募集を停止、2021年に閉校となった。合わせて開学当初の大阪女子医専時代から継承されていた木造2階建て本館建物は解体され、新しい校舎に建て替えられた。

## 沿革
- 1928年6月30日 - 大阪府枚方市牧野地区に大阪女子高等医学専門学校開校
- 1932年4月1日 - 大阪女子高等医学専門学校附属看護婦養成所開校
- 1952年 - 新制大学「大阪女子医科大学」設置にともない、大阪女子医科大学附属看護婦養成所と改称。
- 1954年 -「関西医科大学」への改称にともない、関西医科大学附属看護婦養成所と改称。
- 1961年9月1日 - 関西医科大学附属高等看護婦学校（進学課程）開校。
- 1980年4月1日 - 現在の3年制課程の元になる関西医科大学附属第一看護専門学校開校（3年課程）が開校。
- 1984年4月1日 - 関西医科大学附属看護専門学校と改称。 第一看護学科（3年課程）、第二看護学科（2年課程）を設置。高殿キャンパス開設して、牧野キャンパスより転出。
- 2000年4月1日 - 第一看護学科（3年課程）を看護学科に改称。第二看護学科（2年課程）の学生募集を停止。
- 2001年3月31日 - 第二看護学科（3年課程）を廃止。
- 2013年8月26日 - 高殿キャンパスから牧野キャンパスに移転し、高殿キャンパスが廃止される[2]。
- 2018年4月、関西医科大学附属看護専門学校としての最期の入学生を受け入れる。
- 2021年3月31日 - 閉校[1]。（2018年に継承施設として関西医科大学看護学部開校）。

## 学科
- 看護学科(3年課程)

## キャンパス

### 牧野キャンパス
- 大阪府枚方市宇山東町18-89
- 大阪女子高等医学専門学校附属看護婦養成所時代（1929年）から1984年まで使用。高殿キャンパスに転出してからは、関西医科大学医学部医学科のみが使用。2013年8月より高殿キャンパス廃止に伴い、牧野キャンパスに関西医科大学附属看護専門学校が戻る。2013年から2021年まで使用。
- 京阪電車牧野駅下車　徒歩約15分
- グラウンド、体育館、牧野講堂（武道館）、弓道場などは、医学部・看護学部の学生も共同使用する。
- 附属看護専門学校閉校後の2021年4月からリハビリテーション学部が同地に開設。新たに学部棟も建設

### 高殿キャンパス
- 大阪市旭区高殿6丁目22番10号
- 1984年4月-2013年8月まで使用。閉鎖後は売却され、高層住宅マンションとなっている。
- 京阪関目高殿駅または大阪メトロ谷町線関目高殿駅より徒歩。
- 学生寮(女子のみ)が設置されていたが、牧野キャンパスへの転出に伴い廃止。

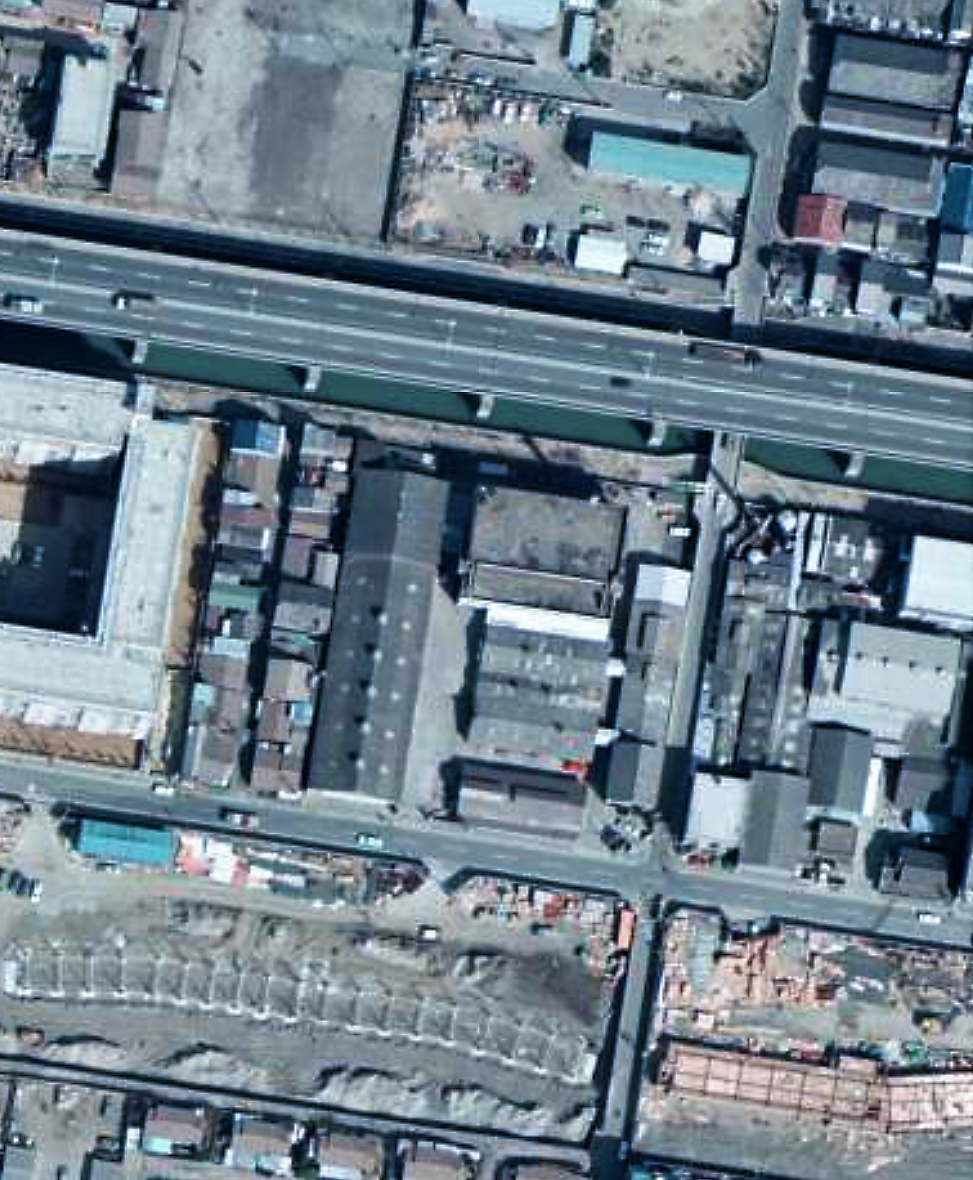
高殿キャンパス用地取得前(1974年)
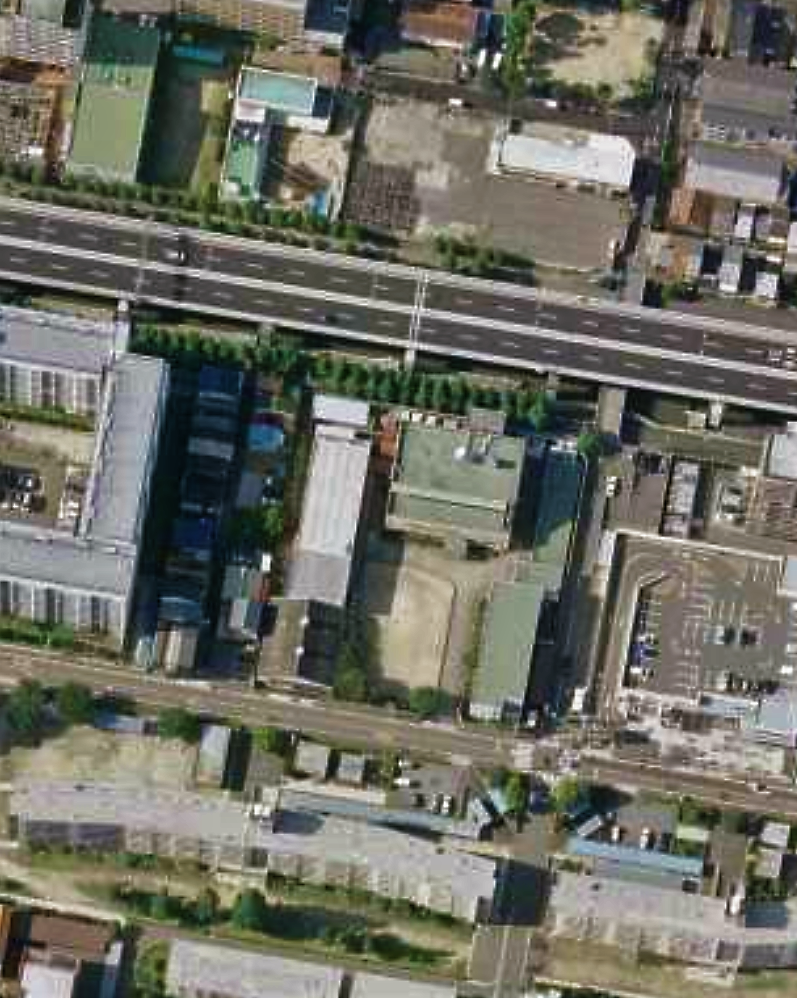
高殿キャンパス2007年
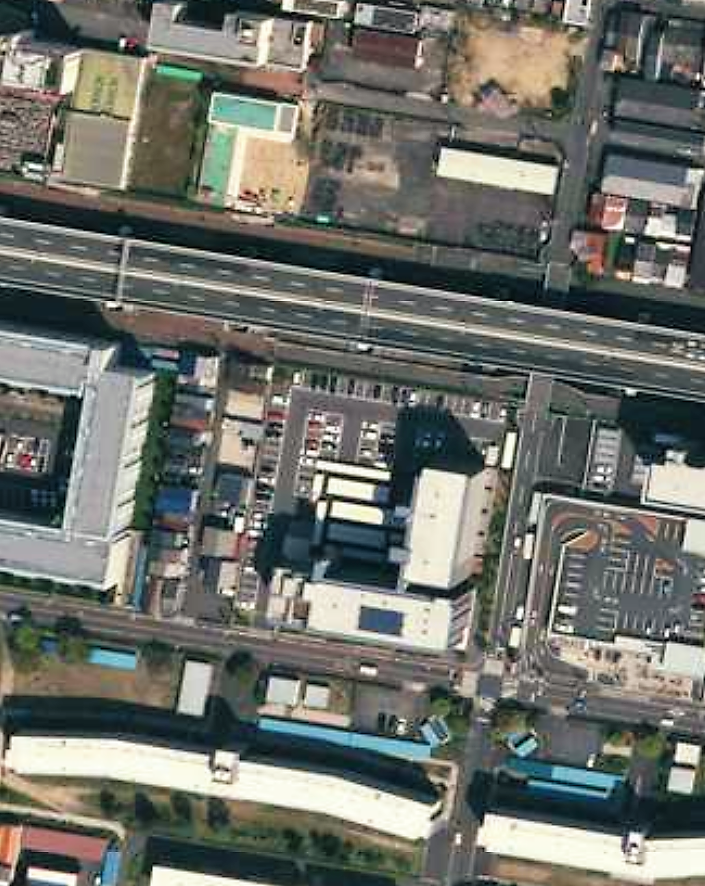
高殿キャンパス売却後(2017年)